# أبو باقر الساعدي
وسام محمد صابر الساعدي، (1974  - 7 فبراير 2024)، المعروف باسم أبو باقر الساعدي، هو احد قادة كتائب حزب الله وكان مسؤولاً عن عمليات الكتائب في سوريا. وبحسب ما ورد كان أيضًا المخطط الرئيسي وراء معظم الهجمات ضد القواعد الأمريكية في العراق وسوريا، وقُتل في غارة جوية أمريكية بطائرة بدون طيار في حي المشتل شرق بغداد، عندما قصفت سيارته مع مسلحين آخرين.